# (3103) Eger
(3103) Eger es un asteroide perteneciente a los asteroides Apolo descubierto por Miklós Lovas desde la Estación Piszkéstető, en las montañas Matra, Hungría, el 20 de enero de 1982.

## Designación y nombre
Eger se designó al principio como 1982 BB.
Más tarde, en 1994, fue nombrado por la localidad húngara de Eger.

## Características orbitales
Eger está situado a una distancia media de 1,405 ua del Sol, pudiendo acercarse hasta 0,907 ua y alejarse hasta 1,902 ua. Su inclinación orbital es 20,93 grados y la excentricidad 0,3542. Emplea en completar una órbita alrededor del Sol 608 días.
Eger es un asteroide cercano a la Tierra.

## Características físicas
La magnitud absoluta de Eger es 15,38. Tiene 1,5 km de diámetro y un periodo de rotación de 5,706 horas. Su albedo se estima en 0,64. Eger está asignado al tipo espectral Xe de la clasificación SMASSII.